# Battista Guarini
Battista Guarini, o Giovanni Battista Guarini (Ferrara, 10 dicembre 1538 – Venezia, 7 ottobre 1612), è stato un drammaturgo, scrittore e poeta italiano.
Ambasciatore per la famiglia Este, fu anche un prolifico scrittore celebre soprattutto per Il pastor fido, un dramma pastorale composto tra il 1583 e il 1587 e per L'idropica inviata nel 1584 a Vincenzo Gonzaga quando oramai era stato allontanato dalla corte estense.

## Biografia

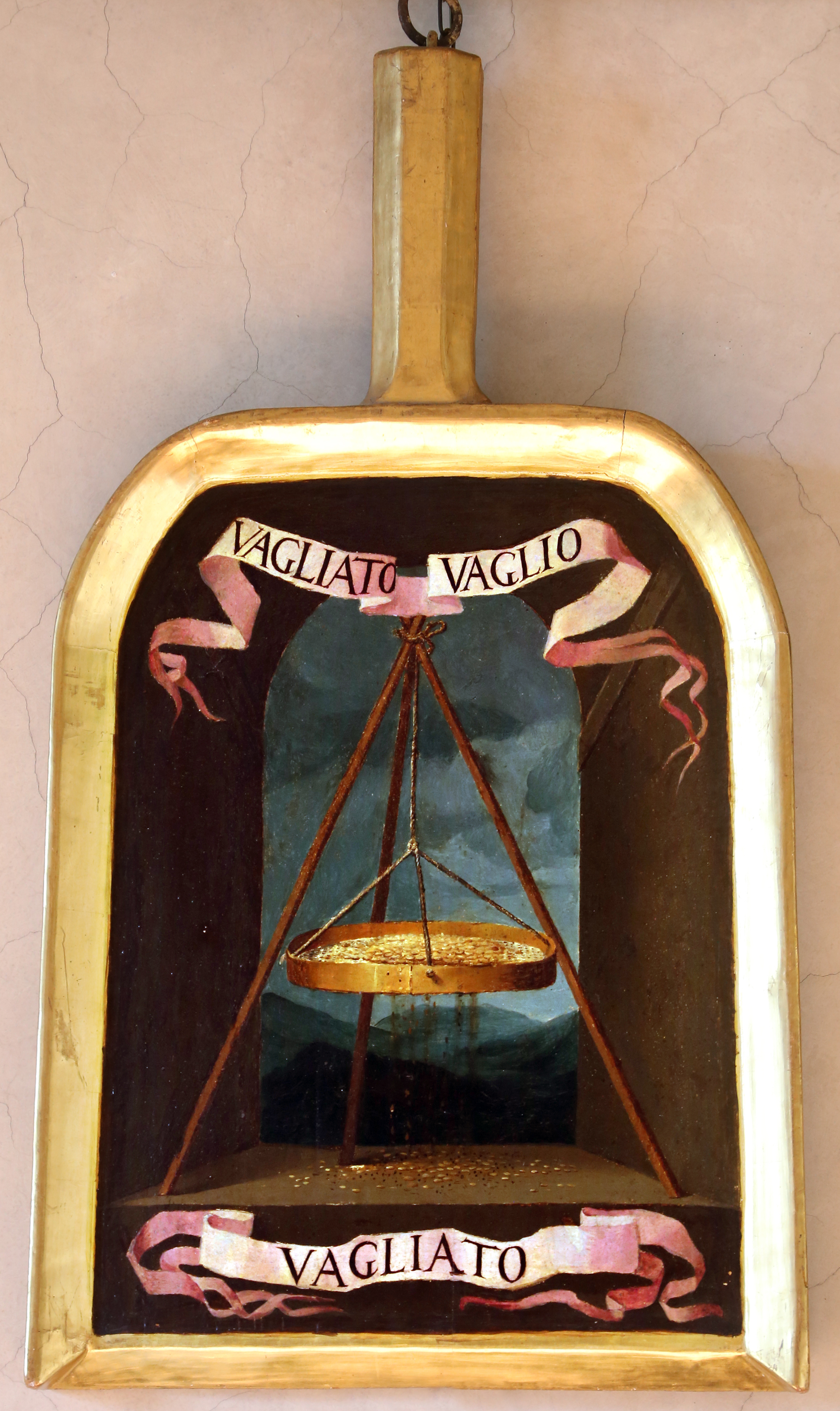
La pala di Battista Guarini (Vagliato) all'Accademia della Crusca

Battista Guarini nacque a Ferrara il 10 dicembre 1538 da una famiglia di origini veronesi che vantava tra i suoi membri il grande umanista quattrocentesco Guarino. Dopo avere studiato a Padova, successe nel 1557 allo zio Alessandro nella cattedra di retorica e poetica dello Studio ferrarese. Risale a questi anni il suo matrimonio con Taddea di Niccolò Bendidio. Le sue rime dovettero presto incontrar favore presso la corte estense, al cui servizio, dopo un breve soggiorno a Padova, entrò in qualità di gentiluomo nel 1567. Dopo la morte del Pigna e l'allontanamento del Tasso, Guarini divenne il poeta più ricercato della corte. Ambasciatore a Torino fra il 1570 e il '71, fu poi incaricato di varie missioni diplomatiche a Roma e a Venezia.
Quando nel 1573 il trono di Polonia rimase vacante, le ambizioni di numerosi principi e potenti si indirizzarono verso est, nella speranza di ricoprire il prestigioso ruolo, che sarebbe stato assegnato tramite elezione. Questa ambizione nutriva anche Alfonso II d'Este, che era rimasto vedovo per la seconda volta, e inviò quindi in Polonia Guarini per sondare il terreno, ricevendone notizie confortanti, tanto che a Ferrara già si cantava vittoria. Guarini dovette fare un secondo viaggio nel novembre 1575, rischiando di annegare nelle acque in tempesta del Danubio e di venire rapito dai briganti cosacchi. Gli sforzi di promuovere il proprio signore furono però vani, perché le elezioni videro una netta vittoria di Stefano Báthory, il voivoda di Transilvania. Il poeta rievocherà più avanti le avventure del viaggio nel Discorso sulle cose di Polonia.
Nel 1580 mise mano al Pastor fido, forse per una festa di corte a concorrenza dell'Aminta del Tasso, rappresentata nel 1573 in una festa di corte all'isola di Belvedere. Ma il Pastor fido, quantunque condotto a termine già entro al 1583, non fu pubblicato, dopo lungo lavoro di lima, se non verso la fine del 1589 a Venezia con la data del 1590, e, a quanto sembra, non fu rappresentato prima del carnevale 1595 a Crema.
Già nel maggio del 1583 invidie cortigiane avevano costretto Guarini a lasciare la corte, e fu appunto tra gli ozi della vita di San Bellino nel Polesine e le dotte conversazioni di Padova, che egli poté lavorare alla composizione della tragicommedia e di una commedia, L'Idropica, che però fu rappresentata solo nel 1608 a Mantova, e pubblicata nel 1613 a Venezia. Tornato nel 1585 a Ferrara, questa volta come segretario del duca, vi restò fino al 1588, quando abbandonò improvvisamente la corte, suscitando lo sdegno di Alfonso, che si adoperò poi a fargli perdere i collocamenti che si era successivamente procurati a Torino e a Mantova. Riconciliatosi col duca nel 1595, entrò nel 1599 al servizio del granduca di Toscana Ferdinando, presso il quale rimase circa due anni e per il quale scrisse un Trattato della politica libertà (pubblicato solo nel 1818 a Venezia); più tardi (1602-1604) si acconciò presso il duca di Urbino Francesco Maria II della Rovere. Aveva frattanto pubblicato, oltre al Pastor fido, il Segretario (Venezia 1594), dialogo sui doveri del segretario di principi, e un volume di Rime (Venezia 1598). Trascorse gli ultimi anni lontano da pubblici uffici, in mezzo a liti giudiziarie di ogni genere e a clamorose discordie familiari: del resto, tra liti e discordie il Guarini aveva trascorsa tutta la sua vita, di uomo collerico e ambiziosissimo, di padre violento e prepotente. Scrisse anche un Trattato sull'onore, alcuni libri sulla Ragion di stato e sul Favorito cortigiano: opere tutte incomplete e perdute per la massima parte.

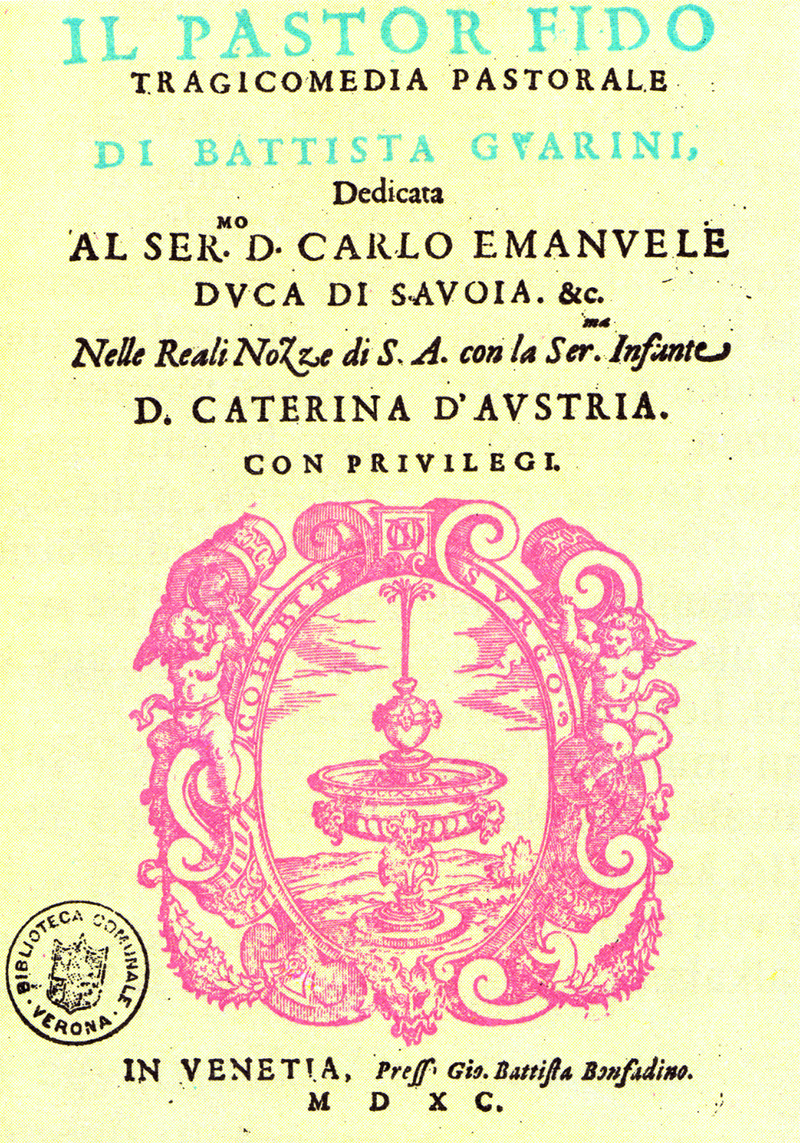
Frontespizio della prima edizione del Pastor fido, Venezia, presso Giovan Battista Bonfadino, 1590 (ma in realtà 1589)

Fu padre di Alessandro, Girolamo e Anna Guarini, moglie del conte Ercole Trotti e brutalmente assassinata, nel maggio 1598, dal consorte e da un sicario nella villa di Zenzalino, a causa della relazione della donna con Ercole Bevilacqua.
Nel Pastor fido, accanto alla favola principale, l'amore tra Mirtillo e Amarilli, si svolgono altre due favole secondarie: l'amore di Dorinda per Silvio, e quello di Corisca per Mirtillo. Vi è una grande ricchezza di motivi, lirici più che drammatici, idilliaci più che tragici, espressi con raffinata sapienza stilistica e musicale in versi dolcissimi (endecasillabi misti a settenari con un libero gioco di rime). Il lussureggiare delle immagini, la calda sensualità ci fanno sentire ormai vicino il barocco.
Durante la laboriosa composizione, Guarini ne aveva dato spesso lettura; dopo la prima rappresentazione se ne promossero dovunque rappresentazioni e si moltiplicarono le edizioni: quella definitiva (Venezia 1602) è la ventesima; una quarantina se ne ebbero nel XVII secolo e altrettante nel XVIII. Ma accanto agli applausi non mancarono le critiche. Nel 1587 Giason Denores pubblicò a Padova un opuscolo in cui disapprovava la tragicommedia, il "genere" inventato dal Guarini e non previsto da Aristotele, come "mostruoso e disproporzionato componimento". Rispose il Guarini (Il Verrato, Ferrara 1588); il Denores replicò con un'Apologia (Padova 1590), che provocò da parte del Guarini Il Verrato secondo (Firenze 1593). La polemica, per allora sopita, riarse per opera di altri ai primi del Seicento, ed ebbe strascichi per tutto quel secolo. Guarini riassunse le dottrine propugnate nei due Verrati nel Compendio della poesia tragicomica, scrittura pacata e oggettiva, che vide la luce nel 1601 e poi nel 1602 insieme col testo definitivo della tragicommedia. La polemica combattutasi intorno al Pastor fido è assai importante per la storia della lotta contro l'aristotelismo letterario, connessa con le origini del secentismo. Guarini rivendica in sostanza la libertà piena dell'artista, e non solo riguardo ad Aristotele; il fine della poesia non è già ammaestrare dilettando, ma semplicemente dilettare. Si precorrono qui le conquiste di tempi più recenti, ma insieme vi è sviluppato e, per così dire, portato in piena luce l'ideale umanistico di una vita individualmente perfetta, non contaminata da esigenze particolari e transeunti: ideale idillico che sta nel fondo dell'opera di poesia del Guarini.
L'edizione più completa delle Opere di Guarini è quella edita in quattro volumi a Verona, nel 1737-1738, realizzata con la collaborazione di Lorenzo Barotti, Ludovico Antonio Muratori e Apostolo Zeno: comprende il Pastor fido (ed. 1602), la maggior parte degli scritti relativi alla polemica sulla tragicommedia, l'Idropica con note di Paolo Rolli, le Rime secondo l'edizione veneziana del 1621 e un corpus di liriche sparse.

## L'opera

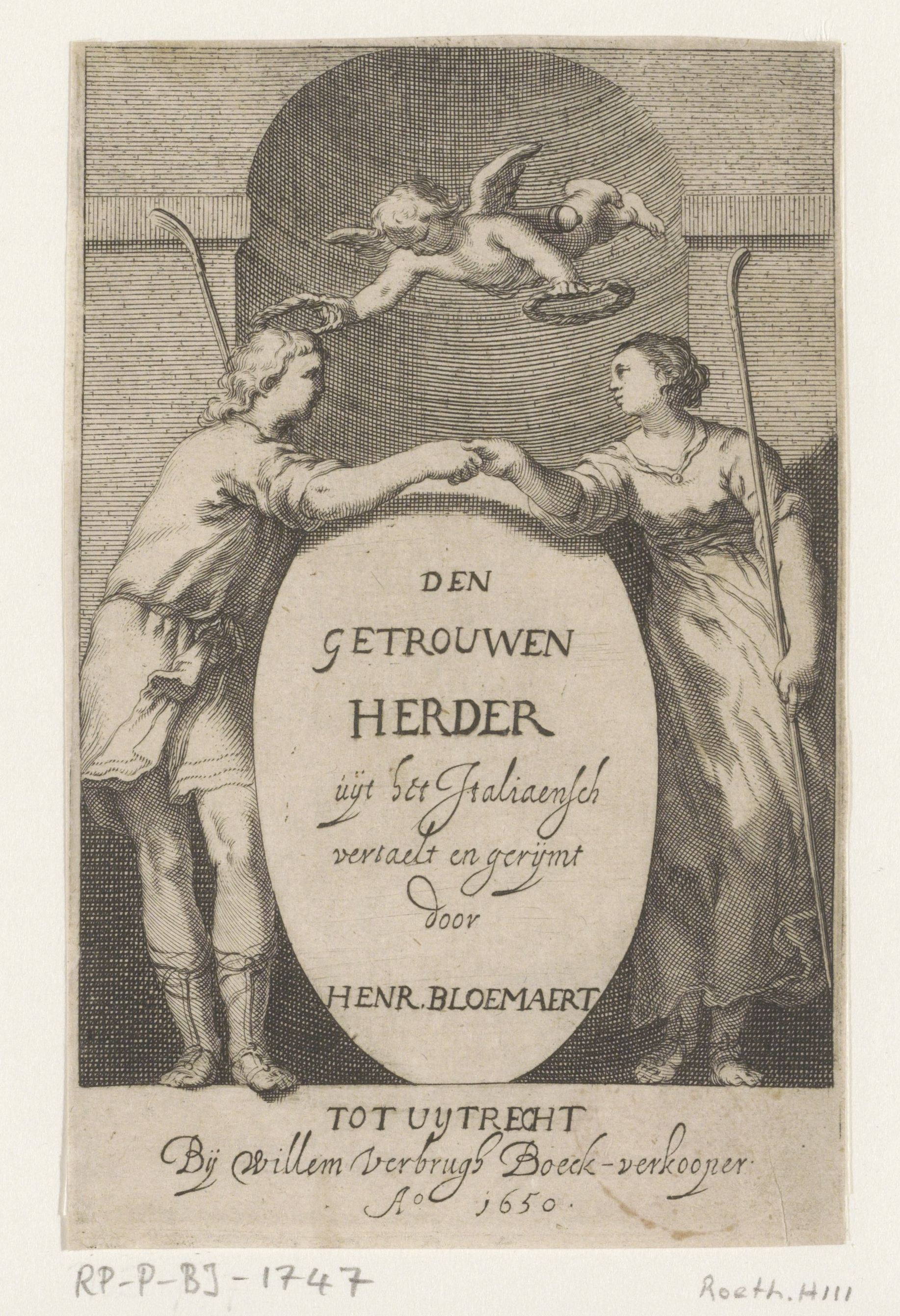
Battista Guarini, Den getrouwen herder, traduzione di Hendrick Bloemaert, Utrecht, 1650

Guarini è ricordato soprattutto per Il pastor fido, un dramma pastorale composto tra il 1583 e il 1587, pubblicato nel 1589 e rappresentato a Padova per la prima volta nel 1590, singolare per l'accostamento di elementi tragici e comici.
La commistione dei due generi era evidentemente in contrasto con l'aristotelismo dominante. L'opera fu pertanto duramente criticata, ma il poeta la difese più volte: già nel 1588 scrisse Il Verato, cui seguirono cinque anni più tardi Il Verato secondo, e, nel 1600, il Compendio della poesia tragicomica.
Guarini compose anche una commedia, L'idropica inviata nel 1584 a Vincenzo Gonzaga, rappresentata forse nello stesso anno nella villa di San Bellino nel Polesine e poi nel 1608 a Mantova e pubblicata postuma nel 1613 (Venezia, Ciotti). Ricca è la produzione prosastica: fra le opere più significative si ricordano il Trattato delle politiche libertà (in difesa della repubblica e contro i Medici, rimasto inedito fino al 1818) e il dialogo Il Segretario (1594). Nel 1593 uscì a Venezia dalla tipografia del Ciotti una raccolta di lettere del Guarini fatta dal letterato ed oratore veneziano Agostino Michele, che nel 1594 ne curò anche una ristampa con qualche aggiunta e correzione.
«Le Rime, pubblicate nel 1598 ma composte per lo più negli anni giovanili, mostrano un'adesione più formale che profonda ai motivi del petrarchismo bembesco (adottato solo come schema letterario entro il quale raffinare la propria lingua fino al virtuosismo) e una più congeniale disposizione sia alla trovata arguta e concettuosa, sia alla melodia del madrigale.» Nei madrigali «gli spunti ingegnosi si vestono di quella languida e molle musicalità che è di tante parti del Pastor fido.»
Il Pastor fido fu tradotto in napoletano da Domenico Basile e in tedesco da Hans Assmann Abschatz. Il primo traduttore francese del Pastor Fido fu il poeta Roland Brisset (1560-1643), cui si deve anche la libera traduzione di cinque tragedie latine (di Seneca e Buchanan). La prima edizione del suo Berger fidelle apparve a Tours nel 1593 e fu più volte ristampata in seguito. La prima traduzione inglese del Pastor Fido risale al 1602. La traduzione è opera di uno scrittore sconosciuto noto solo dal sonetto dedicatorio di Samuel Daniel come "parente" di "Syr Edward Dymock".
Il Pastor Fido continuò ad avere una grande influenza sulla poesia pastorale inglese e alcuni critici ritengono che Guarini abbia influenzato Shakespeare, specialmente in Tutto è bene quel che finisce bene. «Ben Jonson, poi, nel suo Volpone (1605-6) fa riferimento sia al Guarini: “Guarini? Ariosto? Aretino?” (atto III sc. ii, v. 111), che al Pastor Fido (“Here's Pastor Fido” (v. 117), ironizzando sulla facilità con la quale i drammaturghi inglesi prendevano a prestito da quelli italiani: “All our English writers,/I mean such as are happy in the Italian,/Will deign to steal out of this author mainly,/[…] He has so modern and facile vein,/ Fitting the time, and catching the count ear.” (atto VI, sc. ii, vv. 118-123).»
Una seconda traduzione del dramma pastorale di Guarini in inglese fu fatta nel 1630 da Jonathan Sidnam, ma rimase manoscritta, sebbene sia considerata dai pochi che l'hanno vista migliore di quella del 1602. Ad ogni modo, la prima versione inglese dotata di valore letterario fu opera di Richard Fanshawe. Pubblicata per la prima volta nel 1647 (1648), vide altre tre edizioni prima della fine del secolo (1664, 1676, 1692) e un'altra ancora nel 1736. Il dramma di Guarini fu molto popolare anche nelle Province Unite. Ne furono realizzate ben sette traduzioni olandesi, pubblicate tra il 1618 e il 1653, un adattamento per il teatro del 1671, e due rimaneggiamenti, rispettivamente del 1617 e del 1735. Di tutte queste versioni solo due risultano positive sotto l'aspetto della fedeltà, una delle quali, opera di Hendrick Bloemaert, pubblicata a Utrecht nel 1650, mentre solo una, quella del Potter (1650) ha anche qualità poetiche.

## Il pastor fido nell'arte

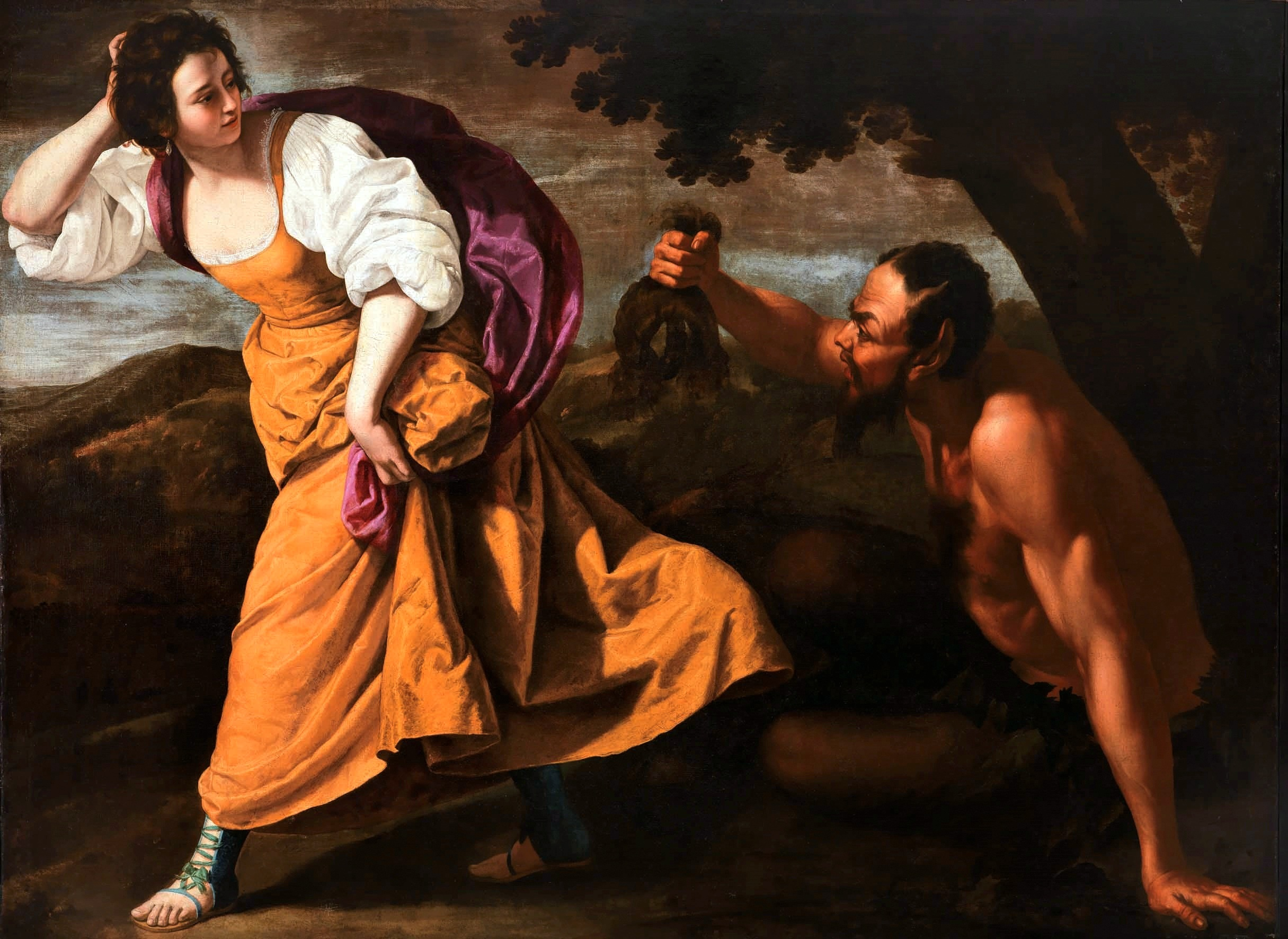
Artemisia Gentileschi, La ninfa Corisca e il satiro, 1630-1635, Napoli, collezione privata

Il magnum opus di Guarini ebbe una larga eco nelle arti figurative. Prima del 1630 una Corisca e il satiro fu affrescata da Giovanni da San Giovanni nel cortile della villa del Pozzino per Giovan Francesco Grazzini e, pochi anni dopo, un intero ciclo ad affresco ispirato alla tragicommedia pastorale fu eseguito da Baccio del Bianco per il banchiere Agnolo Galli, presso Scandicci. Al pastor fido si ispirano due tele dipinte da Orazio Fidani, una rappresentante Silvio, Dorinda e Linco, l'altra Il gioco della moscacieca. L'episodio di Silvio, Dorinda e Linco fu dipinto negli stessi anni (1646/1647) anche dal Guercino (Dresda, Gemäldegalerie Alte Meister). Lo stesso soggetto fu rappresentato con successo e anche nei Paesi Bassi: se ne ritrova una testimonianza nel dipinto eseguito nel 1635 da Herman Saftleven di Utrecht, (Berlino, Staatliches Museum) e in quello di Pieter van Lint, (Budapest, Museo di Belle Arti).Il fiammingo Antoon van Dyck, a sua volta, ritrasse il soggetto di Amarilli e Mirtillo, nell'omonimo dipinto conservato nella Galleria Sabauda di Torino (1631-32). A queste opere sono da aggiungere anche la Corisca e il satiro dipinta da Artemisia Gentileschi subito dopo il suo soggiorno fiorentino, compositivamente dipendente dall'affresco su medesimo soggetto realizzato da Giovanni da San Giovanni alla villa del Pozzino e, infine, il Sacrificio di Mirtillo, dipinto dal senese Niccolò Tornioli per il cardinale Bernardino Spada.

## Opere
- Oratio ad serenissimun principem Venetiarum Petrum Lauretanum… pro illustriss. atque eccellentiss. duce Ferrariae, Ferrara, F. Rossi, 1568; Venezia, A. Rovenaldo, 1568;
- Ad sanctissimum Gregorium XIII pont. max. oratio pro sereniss. principe Alfonso II Ferrariae duce, Ferrara, V. Baldini, 1572;
- (LA) Giovanni Battista Guarini, Oratio in funere invictiss. imperatoris Maximiliani II Caes. Aug., Ferrara, F. Rossi, 1577. URL consultato l'8 giugno 2020.
- In funere Aloysii Estensis principis illustriss. et S.R.E. card. ampliss. oratio, Ferrara, V. Baldini, 1587;
- Giovanni Battista Guarini, Il Pastor Fido, Venezia, G. Battista Bonfadini, 1590.
- Giovanni Battista Guarini, Il Verrato, Ferrara, ad istanza di Alfonso Caraffa, 1588. URL consultato il 17 maggio 2020.
- Giovanni Battista Guarini, Il Verrato secondo, Firenze, per Filippo Giunti, 1593. URL consultato il 17 maggio 2020.
- Giovanni Battista Guarini, Il segretario, Venezia, appresso Ruberto Megietti, 1594. URL consultato il 17 maggio 2020.
- Giovanni Battista Guarini, Rime, Venezia, presso Gio. Battista Ciotti, 1598. URL consultato il 17 maggio 2020.
- Giovanni Battista Guarini, Compendio della poesia tragicomica, Venezia, appresso Gio. Battista Ciotti, all'insegna dell'Aurora, 1601. URL consultato il 17 maggio 2020.
- (LA) Giovanni Battista Guarini, In praestanda sanctissimo D.N. Paulo V. P.M. pro civitate Ferrariae oboedientia oratio, Romae, apud Aloisium Zannettum, 1605. URL consultato l'8 giugno 2020.
- Giovanni Battista Guarini, La idropica, Venezia, appresso Gio. Batt. Ciotti, 1613. URL consultato il 17 maggio 2020.
- Giovanni Battista Guarini, Trattato della politica libertà, Venezia, per Francesco Andreola, 1818. URL consultato il 17 maggio 2020.